# عارض دكاكيري

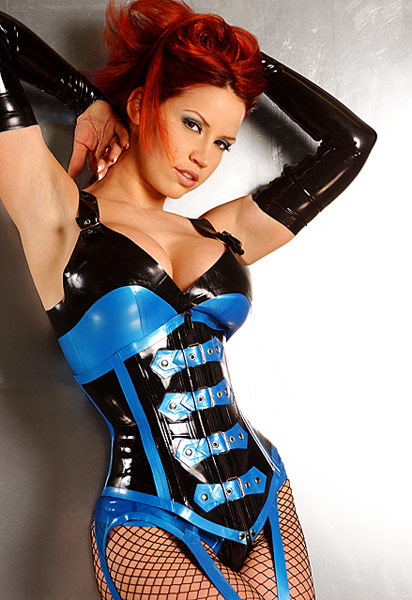
تُعد الممثلة الإباحيّة بيانكا بوشامب من بينِ العارِضات الفتيشيات في عالم صناعة الأزياء والملابس المُثيرة.

العَارِض الدكاكيري أو العارِضة الدكاكيرية هوَ العارِض الذي يُقدّم عروض الملابس أو الأجهزة التي ترتبطُ بالفتيشية الجنسيّة، مثلَ مشدات الحلمات ومشد المؤخرة وغيرها. يقوم عارضي الأزياء من هذا النوع باستعراض الأزياء التي تُعتبر متطرفة واستفزازية وبخاصّة تلكَ التي تثير الانتِباه. عادة ما تترافق هذه الملابس التي تُعتبر غريبة نوعًا ما معَ الدروع ومعَ كل ما يدخل ضمنَ ملابس وإكسسوارات الخيال العلمي. قد تنطوي ملابس العارِضات الفتيشيات علَى إبراز التربيط، تعديل الجسم، تصوير الإغراء وكذلك الخيال الجنسي من خِلال ارتداء ملابس الممرضات والمعلمات وما إلى ذلك.

## الأنواع
تُغطّي العارِضة الفتيشيّة مجموعة واسعة من مقومات ومكوّنات الفتيشيّة الجنسيّة بما في ذلك تلك التي تنطوي على التربيط، الملصقات التي تُقيد حركة اليد والرجل والفم كذلك، الكورسيهات، بعض الأحذية المُحددة، الوشم أو ثقب الجسم كما يتمّ التركيز على إظهار وإبرازِ فتيشية الثدي، السرة، القدم وهلم جرا. من ناحيّة الموضة والجمال فالعديد من الخُبراء يُقحمونَ عارضات الفتيشيّة ضمنَ فلسفة الجمال بدلًا من ربطهم مباشرة بالجنس والحياة الجنسية لكن وفي المُقابل يرى آخرون أنّ هذا النوع من العروض يدخل في إطار صناعة الجنس وهوَ مخصص للكبار فقط.

## الثقافة الشعبية

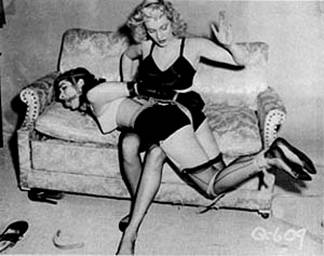
نوعٌ من أنواع الصور التي تُروج لعارضات الفتيشيّة حيثُ تظهر ممثلة إباحيّة تضربُ أخرى على مؤخرتها كنوعٍ من الفتيشيّة – بمعنى آخر الانجذاب – إلى العُنف والضرب خاصّة على المناطق المُثيرة

ظهر مفهوم العارِضة الفتيشيّة منذ مدة لكنّه لم يكن يحظى حينَها بالقبول الذي يحظى به اليوم خاصّة في الدول الغربيّة. في السياق ذاته؛ برز عددٌ من العارضين والعارضات الذين روجوا لهذا «الفنّ» بشكلٍ أو بآخر أمثالَ بيتي باج (في الصورة) والتي ظهرت في خمسينيات القرن العشرين واشتهرت بظهورها المتواصل والمُتكرر في عدد من الصور التي تُروج للفتيشية كما زادت شهرتها بعدما ظهرت صورها في مجلّة بلاي بوي ذائعة الصيت. بحلول عام 1960؛ تطرّق برنامج تلفزيوني بريطاني يُدعى المنتقمون لقضيّة العارِضات الفتيشيّة بما في ذلك ديانا ريج التي اشتهرت ببذلة القطة وكذا ليوتارد وغيرِها.